# Bromuro di fosforile
Il bromuro di fosforile, noto anche come ossibromuro di fosforo, è un composto inorganico del bromo e del fosforo con formula POBr3.

## Preparazione
Il bromuro di fosforile viene preparato dalla reazione tra pentabromuro di fosforo (PBr5) e anidride fosforica (P4O10):
{\displaystyle {\ce {3PBr5\ +\ P2O5->5POBr3}}}
Può anche essere preparato mediante l'aggiunta lenta di bromo liquido al tribromuro di fosforo a 0 °C, seguita dalla lenta aggiunta di acqua e dalla distillazione sotto vuoto dell'impasto liquido risultante.

## Struttura e proprietà
Il bromuro di fosforile forma cristalli incolori o lastre sottili con una tenue sfumatura arancione. Possiede cristalli ortorombici che appartengono al gruppo spaziale Pnma (gruppo n°62) aventi ponti intermolecolari Br–O che creano catene infinite all'interno della struttura. Il legame intermolecolare provoca distorsioni dalla simmetria C3v che si trova nella molecola libera; le costanti di reticolo sono a=9,467 Å, b=9,938 Å e c=6,192 Å e la sua unità di formula è Z=4.
Reagisce violentemente con l'acqua formando acido fosforico e acido bromidrico. È solubile in etere, benzene, cloroformio, disolfuro di carbonio e acido solforico concentrato. È conservato in fiale di vetro sigillate.